# MEncoder
MEncoder es un codificador de vídeo libre liberado bajo licencia GPL que se incluye en el reproductor multimedia MPlayer.

## Capacidades
Como MEncoder ha sido construido usando las fuentes de MPlayer, este codificador permite convertir entre todos los formatos que este reproductor es capaz de soportar. También permite copiar sin modificaciones tanto la cadena de vídeo como la de sonido. Además soporta casi todos los filtros de MPlayer, y este último puede ser usado para visualizar su salida.

## Códecs Soportados
- Para audio: pcm, copy, mp3lame y lavc.
  - pcm: Similar a WAV. Codifica la cadena de audio sin comprimirla.
  - copy: Copia la cadena de Audio sin volver a codificarla.
  - mp3lame: Codifica la cadena de audio en MP3 de 128 Kbps (Por defecto)
  - lavc:  Codifica la cadena en múltiples formatos soportados por FFMPEG.

- Para vídeo: raw, copy, xvid, lavc, frameno, qtvideo y nuv.
  - raw: Video sin compresión.
  - copy: Copia la cadena de vídeo sin volverla a codificar
  - xvid:  Codifica la cadena de vídeo usando el códec Xvid
  - lavc:  Codifica la cadena de vídeo en múltiples formatos soportados por FFMPEG, incluyendo WMV, Microsoft MPEG-4, DivX, MPEG, etc.
  - frameno: No codifica vídeo, solo audio.
  - qtvideo: Codifica en formato QuickTime (En desarrollo)